# Йоан Джурджу Патакі
Йоан Джурджу Патакі (рум. Ioan Giurgiu Patachi, лат. Ioannes Nemes de Pataki; 1680, Стримбу — 29 жовтня 1727) — румунський церковний діяч, василіянин, греко-католицький єпископ Фаґараша, предстоятель Румунської греко-католицької церкви у 1721—1727 роках.

## Життєпис
Йоан Джурджу Патакі народився в 1680 році в сім'ї дрібної знаті в місті Стримбу, повіт Клуж. Рано втратив батьків і спочатку його виховував дядько, який згодом залишив його під опікою єзуїтів. Навчався у Клужі і Відні, а згодом був направлений до німецько-угорської колегії до Рима, де навчався з 1705 по 1710 рік. У Римі, 24 вересня 1707 року, він був висвячений на священника римського обряду. Після закінчення студій служив на парафії у Фаґараші.
Перший греко-католицький єпископ Румунії, єпископ Альба-Юлії, Атанасіе Ангел, помер 19 серпня 1713 року, і його спадкоємство було проблематичним. Спочатку Синод Церкви обрав єзуїта Франциска Шуньйога, який відмовився. Потім Синод обрав колишнього секретаря владики Атанасія Венцеслава Франца, але цей вибір не підтримав монарх Габсбургів, імператор Карл VI, оскільки Франц був мирянином. Нарешті, 23 грудня 1715 року було досягнуто консенсус щодо імені Йоана Джурджу Патакі.
Шлях до його офіційного проголошення єпископом був досить довгий. Спочатку 14 лютого 1717 року він склав вічні обіти у Василіянському Чині, і йому довелося подати клопотання до Апостольської Столиці про зміну обряду з римського на візантійський. Більше того, латинський єпископ Альба-Юлії виступав проти присутності греко-католицької єпархії в тому самому місті, а монастир в Альбі-Юлії, де був осідок греко-католицької румунської церкви, мав був бути зруйнований, а на його місці мала постати фортеця. Щойно 3 лютого 1721 року кандидатура Патакі була офіційно підтверджена Папою Римським Климентом XI, а 18 травня 1721 року осідок був перенесений Альба-Юлії до Фаґараша, і заснована тим самим греко-католицька єпархія Фаґараш. Хіротонія Йоана Джурджу Патакі відбулася в соборі Святого Миколая у Фаґараші 17 серпня 1723 року.
Помер через кілька років, 29 жовтня 1727 року в Симбета-де-Жос, повіт Брашов.